# Nurudea choui
Nurudea choui är en insektsart. Nurudea choui ingår i släktet Nurudea och familjen långrörsbladlöss. Inga underarter finns listade i Catalogue of Life.